# Saint-Jean-de-la-Ruelle
Saint-Jean-de-la-Ruelle és un municipi francès de la regió de Centre-Vall del Loira, departament del Loiret. L'1 de gener del 2021 tenia 16.594 habitants. Està agermanat amb Amposta, Gommern (Alemanya) i Niepolomice (Polònia).